# Hautefage
Hautefage é uma comuna francesa na região administrativa da Nova Aquitânia, no departamento de Corrèze. Estende-se por uma área de 24,06 km². Em 2010 a comuna tinha 328 habitantes (densidade: 13,6 hab./km²).